# تيموثي كارتر
تيموثي كارتر (21 سبتمبر 1969 في المملكة المتحدة - ) (بالإنجليزية: Timothy Carter)‏ هو لاعب كريكت بريطاني. لعب مع Surrey Cricket Board ‏.